# Ida Fink

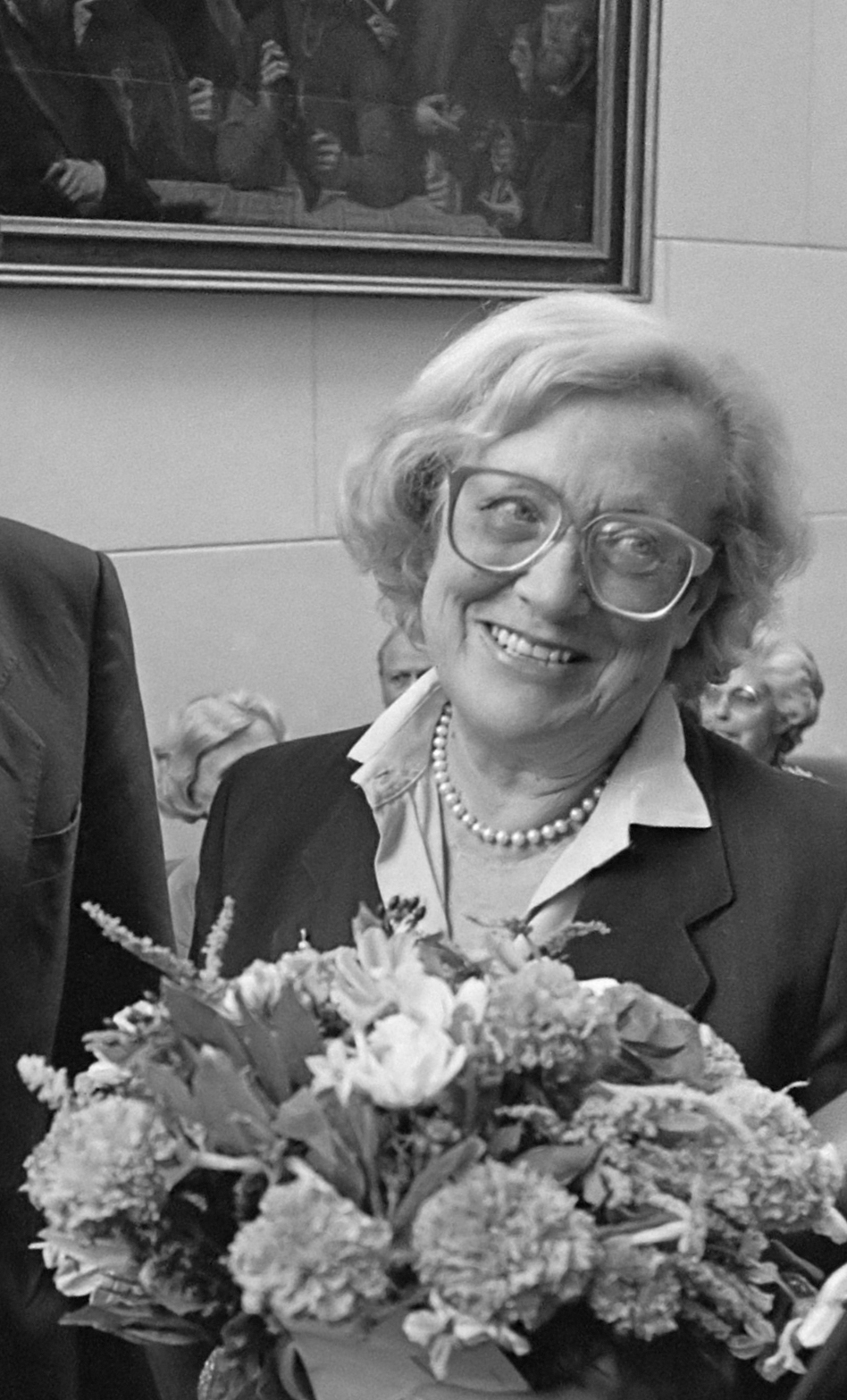
Ida Fink (1985)

Ida Fink (hebräisch אידה פינק; * 1. November 1921 in Sbarasch, Polen; † 27. September 2011 in Tel Aviv) war eine polnisch-israelische Autorin.

## Leben
Fink war die Tochter eines Arztes und einer Lehrerin und wuchs in dem seinerzeit polnischen Zbaraż auf, das seit der Gründung der Zweiten Polnischen Republik 1918 zu Polen gehörte. Sie begann eine Musikausbildung am Lemberger Konservatorium, als 1939 Ostpolen von der Sowjetunion überfallen und vereinnahmt wurde. Beim Überfall der Deutschen auf die Sowjetunion 1941 kam es in dem Ort zunächst zu einem Pogrom der Ukrainer, bei dem vierzig Juden getötet wurden. Im nun zum Generalgouvernement gehörenden Sbarasch wurden die ca. 3.000 Juden der Kleinstadt und die etwa 2.000 jüdischen Flüchtlinge aus Polen in die Zwangsarbeit deportiert, in Judenaktionen ermordet und Ende 1942 ghettoisiert. Die letzten 150 Juden des Ghettos wurden am 19. Juni 1943 von deutschen Polizeieinheiten nahe der Stadt ermordet. Fink und ihre Schwester dagegen konnten mit gefälschten Papieren aus dem Ghetto entweichen, wurden aber als polnische Zwangsarbeiterinnen nach Deutschland deportiert.
Nach dem Zweiten Weltkrieg wurde ihr Heimatort ukrainisch, und Fink übersiedelte nun nach Polen, wo sie heiratete und eine Tochter hatte. 1957 wanderte sie nach Israel aus und wohnte in Cholon. Sie war in einer Musikbibliothek tätig und für das Forschungsinstitut Yad Vashem interviewte sie Holocaustüberlebende. Später wohnte sie mit ihrer Schwester in Ramat Aviv bei Tel Aviv. Erst 1971 begann sie, ihre Werke zu veröffentlichen. Sie schrieb ausschließlich in polnischer Sprache, obwohl sie mehrere Sprachen beherrschte. Ihre Schriften, die in mehrere Sprachen übersetzt wurden, befassen sich mit dem Holocaust und der Traumatisierung der Überlebenden.

## Auszeichnungen
- 1985: Anne-Frank-Literaturpreis
- 1995: Yad Vashem Preis
- 1996: Premio Alberto Moravia
- 2008: Israel-Preis für Literatur

## Film
- 1981: Der Tisch (Regie: Rolf Busch)
- 2001: Die Reise mit ihrer Schwester nach Deutschland 1942 wurde als Fernsehspiel verfilmt.[3]
- 2008: Der Film Spring 1941 von Uri Barbash basiert auf ihrem Roman.[4]

## Werke
- Eine Spanne Zeit. Aus dem Polnischen übersetzt von Klaus Staemmler. Das Stück Der Tisch übersetzten Ida und Bruno Fink. Unionsverlag, Zürich 1983, ISBN 3-293-00060-6.
- Die Reise. Aus dem Polnischen übersetzt von Klaus Staemmler. Piper, München-Zürich 1991; Fischer, Frankfurt/M. 1995; Mit einem Nachwort von Monika Maron. Jüdischer Verlag, Berlin 2011 ISBN 978-3-633-54251-2.
- Notizen zu Lebensläufen. Aus dem Polnischen übersetzt von Esther Kinsky. Fischer, Frankfurt am Main 2000, ISBN 3-596-14586-4.